# Nunhem
Nunhem est un village néerlandais situé dans la commune de Leudal, dans la province du Limbourg néerlandais. Le 1er janvier 2007, le village comptait 688 habitants.

## Histoire
Le 1er octobre 1942, la commune de Nunhem perd son indépendance. Elle est alors rattachée à la commune de Haelen.